# زيزي روبرتس
كولوباه روبرتس (بالإنجليزية: Kolubah Roberts)‏ (مواليد 19 يوليو 1979 في مونروفيا) لاعب كرة قدم ليبيري دولي معتزل كان يجيد اللعب في خط الهجوم .

## روابط خارجية
- زيزي روبرتس على موقع الاتحاد الدولي (مؤرشف)  (الإنجليزية)
- زيزي روبرتس على موقع الدوري الأمريكي (الإنجليزية)
- زيزي روبرتس على موقع قاعدة بيانات كرة القدم.إي يو (الإنجليزية)
- زيزي روبرتس على موقع ناشيونال فوتبول تيمز (الإنجليزية)
- زيزي روبرتس على موقع Soccerway.com (الإنجليزية)
- زيزي روبرتس على موقع عالم كرة القدم.نت (الإنجليزية)